# کاپیتان اسکای و دنیای فردا
کاپیتان اسکای و دنیای فردا (به انگلیسی: Sky Captain and the World of Tomorrow) فیلمی علمی_تخیلی به کارگردانی کری کنران محصول سال ۲۰۰۴ امریکا است که از بازیگران اصلی آن می‌توان به جود لا، گوئینت پالترو، آنجلینا جولی ، جیوانی ریبسی ، مایکل گمبون، امید جلیلی، بایی لینگ و لارنس الیویه اشاره کرد.